# Peromyscus schmidlyi
Chuột hươu Schmidly (Danh pháp khoa học: Peromyscus schmidlyi) là một loài chuột hươu (Peromyscus) được mô tả gần đây từ vùng núi phía tây Mexico. 

## Định danh
Đây là một phần của phức hợp loài Peromyscus boylii rất phức tạp và được nghiên cứu kỹ lưỡng. Tính độc đáo của Peromyscus từ khu vực này từ lâu đã bị nghi ngờ, nhưng chỉ được chính thức hóa vào năm 2004 với việc công bố mô tả loài của nó. Loài này được đặt tên để tôn vinh David J. Schmidly, một nhà nghiên cứu thú (thú học/Mammalogy) và cựu chủ tịch của Đại học New Mexico. Cái tên Chuột nai Schmidly là không rõ ràng, vì nó được chia sẻ cùng tên bởi một loài khác là Habromys schmidlyi.

## Phân bố
Loài này được tìm thấy ở các bang của Sinaloa, Sonora và Durango ở Sierra Madre Occidental của Mexico. Giống như nhiều thành viên khác của nhóm P. boylii, nó chỉ thấy ở các độ cao hơn, trên 2.000 mét (6.600 ft). Nó được biết là sống trong những hẻm núi sâu và những sườn đồi đá trong rừng thông. Thảm thực vật chiếm ưu thế trong các khu vực này bao gồm manzanita, keo lemonhead, Ponderosa, và thông điệp Yecora, sồi trắng Arizona, sipuri, và oải hương lá bạc. 

## Đặc điểm
P. schmidlyi hay giả thuyết của Schmidly là một con chuột nai điển hình và chỉ có thể phân biệt đáng tin cậy với các thành viên khác của nhóm loài của nó bằng cách phân tích DNA. Nó có chiều dài từ 18 đến 21 cm (từ 7,1 đến 8,3 inch), đuôi dài từ 7 đến 10 cm (2,8 đến 3,9 inch). Lông có màu hổ phách đỏ trên hầu hết cơ thể, và dần nên trắng trên phần dưới. Bàn chân có sọc xám trải dài qua mắt cá chân, và ngón chân màu trắng. Đuôi có màu tối và chỉ có lông thô, thưa.
Nó giống như xuất hiện với chuột nhanh nhẹn, nhưng thường lớn hơn và màu sẫm hơn. Giống như tất cả con chuột nai, P. schmidlyli có 16 cái răng tổng cộng (i 1/1, c 0/0, p 0/0, m 3/3), và các con đực đều có tinh hoàn scrotal. Kiểu hình của nó đã được xác nhận bằng cách sử dụng sự phân biệt, khả năng tối đa, và phân tích Bayesian của ty thể. Loài này cũng khác những loài Peromyscus khác có về kiểu NST karyotype (FN = 54-56). Họ hàng gần nhất của nó dường như là Peromyscus levipes. Giống như tất cả các con chuột hươu, P. schmidlyi có thể là một vật chủ cho các mầm bệnh và cũng là vật trung gian truyền bệnh.